# サンドロ・バザゼ
サンドロ・メラビス・ゼ・バザゼ（グルジア語: სანდრო მერაბის ძე ბაზაძე、1993年7月29日 – ）は、ジョージアのフェンシング選手。右利き。種目はサーブル。トビリシ出身。2022年と2023年のヨーロッパ選手権で男子サーブル個人優勝。2016年、2020年、2024年の夏季オリンピックに出場した。

## 経歴
1993年にトビリシで誕生。父はジョージアフェンシング連盟会長を務めたメラブ・バザゼ。幼少期はサッカー競技をプレーしていたが、父や兄の影響を受けて13歳の時にフェンシングを始めた。
2013年、ハンガリーのブダペストで開催されたヨーロッパユース選手権で優勝。ジョージア人として史上初めてフェンシング競技で優勝した選手となった。2014年にトビリシで開催されたヨーロッパU-23選手権でも優勝。
2016年1月、トルコのイスタンブールで開催されたワールドカップ・サテライト第2戦にて、決勝でカナダのジョセフ・ポロシファキスを下し、ジョージア人として史上初めて優勝した。2017年と2018年のヨーロッパ選手権では個人サーブル種目で銅メダルを獲得。2019年のヨーロッパ選手権では、準決勝でロシアのカミル・イブラギモフに敗れ銅メダルを獲得。
2023年、サーブル種目におけるFIEランキングのトップとなった。バザゼは2年連続でヨーロッパ選手権に優勝し、またヨーロッパ競技大会でも優勝した。